# Перику

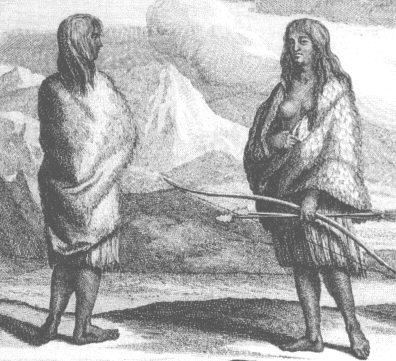
Женщины из Калифорнии, вероятно, из племени перику. Рисунок 1726 года.

Перику, Pericú (варианты написания названия на испанском языке: Pericues, Cora, Edues) — аборигены Калифорнийского полуострова (крайняя южная оконечность современного мексиканского штата Южная Нижняя Калифорния). Племя исчезло в конце XVIII века.

## Территория

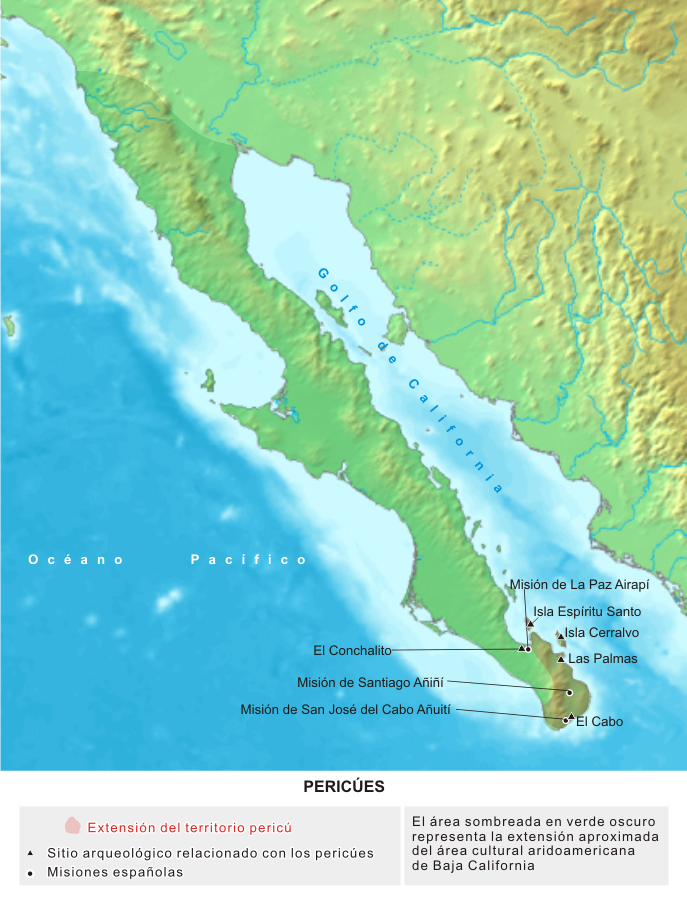
Испанские миссии на территории племени перику.

Исконной территорией племени перику является полуостров Нижняя Калифорния, от мыса Сан-Лукас и на восток до мыса Пульмо, а также острова в Калифорнийском заливе — Серральво, Эспириту-Санто, Ла-Партида и Сан-Хосе. Уильям Масси (William C. Massey, 1949) полагал, что восточную часть мыса, включая Байя-де-лас-Пальмас и Байя-Вентана, занимало племя из группы гуайкура, известное как кора. Последующие исследования показали, что «кора» — синоним перику (Laylander 1997).
Что касается Южной Нижней Калифорнии (регион Ла-Пас), вопрос о проживании там перику остаётся спорным. Масси считал, что там жили два племени из группы гуайкура — кора и арипе. Майкл Мейзес (W. Michael Mathes, 1975) полагал, что эта территория принадлежала перику в 16 и 17 веках, однако была захвачена племенем гуайкура где-то в период 1668—1720 гг. Согласно альтернативной гипотезе, данная территория была предметом споров между перику и гуайкура в исторический период.

## Язык
Письменные свидетельства о языке перику ограничены несколькими словами и десятком топонимов (León-Portilla 1976). Иезуитские миссионеры отмечали, что язык перику не похож на язык их соседей и врагов гуайкура. Массей (Massey, 1949) предположил о родстве двух данных языков, однако его предположение основывается прежде всего на их географической близости.

## Доисторический период
Наиболее ранние археологические находки на территории, где к моменту прихода испанцев проживали перику, относятся к раннему голоцену, около 10000 лет назад, и, возможно, даже к позднему плейстоцену (Fujita 2006). Характерные гипердолихоцефальные (удлинённые) черепа, обнаруженные в захоронениях на Калифорнийском мысу, заставили ряд исследователей предположить, что предки перику представляли собой потомков либо транстихоокеанской миграции, либо ранней волны палеоиндейской колонизации Америки (González-José et al. 2003; Rivet 1909). Однако анализ ДНК показал, что «в группе представлены все те же гаплогруппы, что и у других индейцев, что позволяет предположить возможность процессов местной дифференциации данной конкретной группы».
С племенем перику связан характерный погребальный комплекс Лас-Пальмас (Las Palmas burial complex), где были обнаружены вторичные погребения с телами, окрашенными красной охрой и помещёнными в пещеры (Massey 1955). О длительной изоляции перику и в целом региона Южной Нижней Калифорнии, а также об архаичности их быта свидетельствует то, что они ещё в XVII веке продолжали использовать атлатль и дротик, а также лук и стрелы, тогда как на большей части Северной Америки они уже вышли из употребления (Massey 1961).
Харуми Фудзита (Harumi Fujita, 2006) отметил изменение традиций в эксплуатации морских ресурсов и в поселениях доисторического Калифорнийского мыса. По мнению Фудзита, после примерно 1000 г. н. э. там возникли 4 крупных социально-экономических и церемониальных центра: близ Кабо-Сан-Лукас, Кабо-Пульмо, Ла-Пас и на острове Святого Духа.

## Исторический период
Европейцы начали контактировать с племенем перику с 1530-х годов. Первым их встретил Фортун Хименес и мятежники из экспедиции, посланной Э. Кортесом, завоевателем центральной Мексики. За ними вскоре последовала экспедиция самого Кортеса (Mathes 1973). С 16-го по начало XVIII века перику неоднократно встречались с различными европейскими экспедициями, причём отношения в одних случаях были дружественными, в других доходило до столкновений.

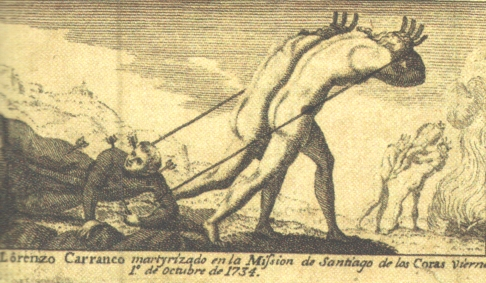
Мученичество Лоренсо Карранко, начало восстания перику в Сантьяго-де-лос-Корас-де-Аньиньи, 1 октября 1734 года.

Иезуиты основали свою первую постоянную миссию в Нижней Калифорнии в Лорето в 1697 году, однако лишь через два десятилетия они решили распространить своё влияние на территорию мыса. Для племени перику (и для других соседних племён) были основаны миссии в Ла-Пас (1720), Сантьяго (1724) и Сан-Хосе-дель-Кабо (1730).
В 1734 г. в ходе восстания перику двое миссионеров были убиты, и контроль иезуитов над мысом прервался на 2 года (Taraval 1931). Однако в гораздо большей степени пострадали сами перику, не только потерявшие в восстании много погибших, но и начавшие вымирать от занесённых европейцами болезней. Ко времени, когда испанская корона изгнала в 1768 г. иезуитов из Нижней Калифорнии, племя перику перестало существовать как самостоятельная культурная единица, хотя часть современного местного населения, возможно, является их потомками, в том числе от смешанных браков.

## Традиционная культура
Быт перику известен главным образом по рассказам ранних европейских колонизаторов (Laylander 2000; Mathes 2006). Наиболее подробный рассказ оставили британские пираты (приватиры), проведшие длительное время на мысу Сан-Лукас в 1709—1710 гг. и в 1721 гг. (Andrews 1979).

### Натуральное хозяйство и материальная культура
Хозяйство перику было ориентировано на море: они ловили рыбу, собирали раковины, добывали морских млекопитающих из вод южной части Калифорнийского залива. Также важную роль в рационе играли такие наземные ресурсы, как агава, плоды кактусов, мелкая дичь и олени. Сельское хозяйство не практиковалось.
С другой стороны, перику были одним из немногих народов доколумбовой Калифорнии, у которых были более совершенные суда, чем распространённые среди других племён плоты из бальсового дерева. Перику строили деревянные плоты и использовали двойные вёсла. Рыбу добывали при помощи сетей, копий и гарпунов, а на животных охотились с помощью копий, луков и стрел. В качестве контейнеров использовались плетёные сумки, корзины и высушенные тыквы, керамика была неизвестна.
Жилища и одежда были довольно неприхотливыми. Женщины носили юбки из волокон растений или шкуры животных. Украшения были распространены как среди мужчин, так и среди женщин.

### Социальная организация
Разделение труда было основано на факторах возраста и пола. Сообщения европейских путешественников о семейных отношениях в племени перику противоречивы: в одних говорится о моногамии, в других - о полигамии. Отдельные общины-поселения перику были независимы друг от друга. Титул вождя наследовался, иногда вождями могли быть женщины. Часто вспыхивали войны, как с другими племенами, так и между различными общинами перику. Особенно часто перику конфликтовали с племенем гуайкура.